# 坂下もえ
坂下 もえ（さかした もえ、1986年3月3日 - ）は、日本の元AV女優。
東京都出身。血液型：A型。身長：150cm、スリーサイズ:B83（Dカップ-65） W57 H84。趣味:音楽鑑賞、特技:けん玉。初体験:17歳の時にそのときつきあっていた彼氏と。経験人数:10人。

## 略歴
2006年1月にアトラス21専属女優としてAVデビュー。
6作品に出演し同年6月に引退した。アトラス21の専属としては最後の女優となった。

## 作品

### アダルトビデオ
※全作品アトラス21よりレンタル、発売
- pure love（2006年1月25日）
- ハメたままイカせて（2006年2月22日）
- THE出血大制服7（2006年3月22日）
- しゃぶるの大好き女教師（2006年4月21日）
- CLOSE UP（2006年5月24日）
- オールヌード（2006年6月21日）